# 24838 Абілунон
24838 Абілунон (24838 Abilunon) — астероїд головного поясу, відкритий 23 жовтня 1995 року.
Тіссеранів параметр щодо Юпітера — 3,512.